# Microchthonius babasarka
Espèce
Microchthonius babasarka est une espèce de pseudoscorpions de la famille des Chthoniidae.

## Distribution
Cette espèce est endémique de Croatie. Elle se rencontre dans la grotte Jama u Klancu à Primorski Dolac.

## Description
La femelle holotype mesure 1,50 mm.

## Publication originale
- Ćurĉić, Rađa, Dimitrijević, Vesović & Ćurĉić, 2015 : « On two new species of Microchthonius Hadţi (Pseudoscorpiones, Chthoniidae) from Dalmatia, Croatia. » Buletin Shkencor, Seria e Shkencave të Natyrës, no 65, p. 80–93.